# Grottes de Wookey Hole
Les grottes de Wookey Hole (en anglais : Wookey Hole Caves) sont des grottes touristiques du village de Wookey Hole, sur le bord sud des collines de Mendip, près de Wells, dans le Somerset, en Angleterre. Elles sont classées en tant que site d'intérêt scientifique particulier pour des raisons biologiques et géologiques.

## Géologie
Les grottes de Wookey Hole ont été formées par l'érosion des collines calcaires situées sur le trajet de la rivière Axe.
Avant d'émerger à Wookey Hole, l'eau passe par d'autres grottes comme Swildon's Hole (en) et St Cuthbert's Swallet (en).

## Historique
Peu après leur sortie des grottes, les eaux de la rivière Axe sont utilisées dans une usine de papier. Considérée comme la plus ancienne existant en Grande-Bretagne, elle a commencé ses activités vers 1610, même si un moulin à meulage y opérait dès 1086.

## Description
Les grottes ont une température constante de 11 °C. Cette température basse en fait un lieu d'affinage du fromage cheddar.

## Tourisme et spéléologie
Les grottes sont connues pour la « Sorcière de Wookey Hole » (Witch of Wookey Hole), un affleurement rocheux de forme humanoïde réputé pour être une sorcière transformée en pierre par un moine de Glastonbury.
Ce sont également l'un des sites pionniers pour les plongées spéléologiques dans le pays.

## Alentours
À proximité se trouve la Ebbor Gorge (en), un autre site d'intérêt scientifique particulier.

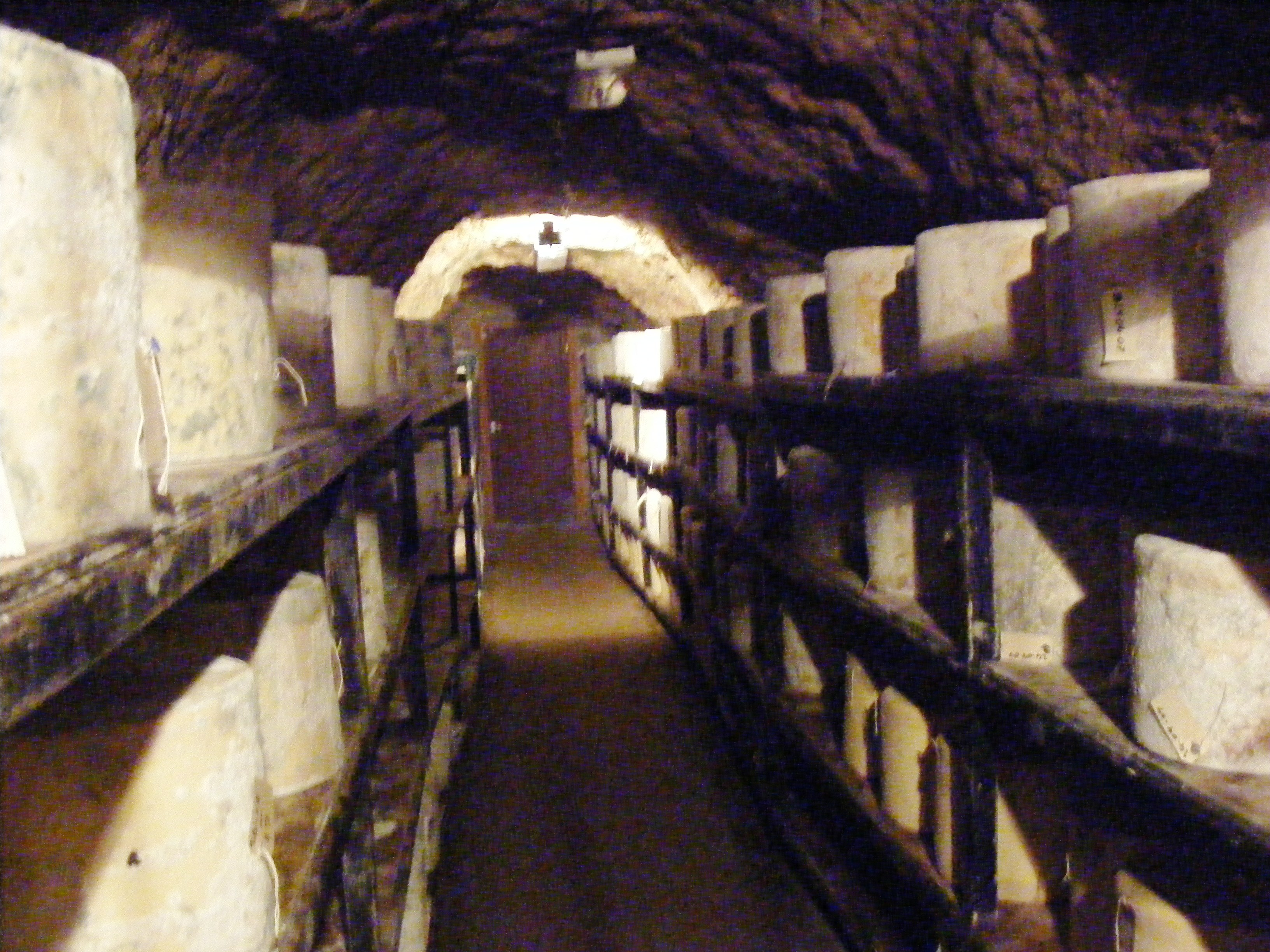
Fromages stockés dans les grottes de Wookey Hole.
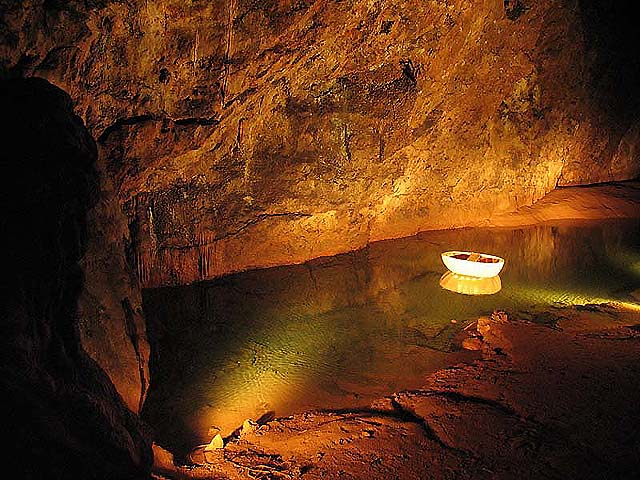
Lac souterrain à Wookey Hole.